# 卡內基自然史博物館
卡內基自然史博物館（英語：Carnegie Museum of Natural History）是位於美國賓西法尼亞州匹茲堡的一座自然史博物館，成立於1896年。卡內基自然史博物館的研究活動享有盛譽，被評為美國五大自然史博物館之一。 博物馆每天上午 10:00 至下午 5:00 开放。除了星期二 。

## 外部連結
- Carnegie Museum of Natural History （页面存档备份，存于）
- Powdermill Nature Reserve （页面存档备份，存于）
- CMNH Factsheet